# Копытов, Виктор Филимонович
Виктор Филимонович Копытов (8 [21] ноября 1906, Курган, Тобольская губерния — 22 октября 1990, Киев) — советский учёный в области металлургической теплотехники и промышленных печей, 1967 — академик АН УССР, доктор технических наук (1954), профессор (1957), заслуженный деятель науки и техники Украинской ССР (1981).

## Биография
Виктор Копытов родился 8 (21) ноября 1906 года в городе Кургане Курганского уезда Тобольской губернии, ныне город — административный центр Курганской области.
В 1930 году окончил Уральский политехнический институт.
С 1930 года работал инженером на Надеждинском металлургическом заводе. В 1932 году работал в Уральском отделении Всесоюзного теплотехнического института (Свердловск).
В 1932—1950 годах работал в Центральном научно-исследовательском институте технологии машиностроения в Москве. Во времени Великой Отечественной войны принимал участие в эвакуации инженерного обеспечения выработки оборонной продукции в условиях ограниченных сырьевых возможностей — на заводах Урала и Сибири.
В 1948—1950 годах преподавал в Московском высшем техническом училище имени Н. Э. Баумана.
С 1950 года работал в Институте газа АН УССР, в 1952—1985 годах — его директор, с 1956 профессор, с 1967 — академик АН УССР.
В 1971—1982 годах главный редактор журнала «Химическая технология».
Виктор Филимонович Копытов умер 22 октября 1990 года в Киеве.

## Научная деятельность
Принимал участие в проектировании и переводе промышленных печей на газовое топливо.
Его научные работы относятся к прикладной теории горения и теплообмена в промышленных печах, по проблемам газификации топлива, нахождения новых областей использования газа в промышленности, по защите воздушного бассейна от загрязнения промышленными газами.
В 1935 году показал, что скорость горения газа в промышленных установках зависит от скорости его смешения с воздухом. Исследовал явление теплопередачи лучеиспусканием в пламенных печах. Выяснил влияние компонентов атмосферы в печах на окисление металла и обезуглероживание стали. Предложил методику расчета состава газовой атмосферы при кислородной и воздушной конверсии углеродных газов.
В 1964 году разработал процесс каталитической конверсии природного газа с воздухом.

## Награды
- Орден Октябрьской Революции;
- Орден Трудового Красного Знамени, дважды;
- Заслуженный деятель науки и техники Украинской ССР (1981);
- медали.